# Анита-Гарибалди
Анита-Гарибалди (порт. Anita Garibaldi) — муниципалитет в Бразилии, входит в штат Санта-Катарина. Составная часть мезорегиона Серрана. Входит в экономико-статистический микрорегион Кампус-ди-Лажис. Население составляет 9991 человек на 2006 год. Занимает площадь 588,612 км². Плотность населения — 17,0 чел./км².

## История
Город основан 17 июля 1961 года.
Своё название город получил из-за желания штата Санта-Катарина отдать дань уважения известной женщине, которую при рождении назвали Анна Мария де Хесус Рибейро и которая прославилась под фамилией своего второго мужа — Джузеппе Гарибальди.

## Статистика
- Валовой внутренний продукт на 2003 составляет 42 457 582,00 реалов (данные: Бразильский институт географии и статистики).
- Валовой внутренний продукт на душу населения на 2003 составляет 4.195,41 реалов (данные: Бразильский институт географии и статистики).
- Индекс развития человеческого потенциала на 2000 составляет 0,750 (данные: Программа развития ООН).

## География
Климат местности: мезотермический гумидный. В соответствии с классификацией Кёппена, климат относится к категории Cf.